# 小山勉
小山 勉（こやま つとむ、1936年7月26日 - 2012年7月2日 ）は、日本の元バレーボール選手、指導者。1964年東京オリンピックバレーボール男子銅メダリスト。

## 経歴
香川県坂出市出身。坂出東部中学校から香川県立坂出商業高等学校に進学し、1953年の全日本高校選手権で攻守の要としてチームを全国優勝に導いた。関西学院大学でも全日本大学選手権制覇に貢献。
大学卒業後は実業団の富士フイルムに加入し、ここでもチームの全国制覇に貢献。全日本男子にも選出され、1964年の東京オリンピックでは銅メダル獲得に貢献。選手引退後は指導者に転じ、富士フイルム監督に就任。
1972年に松平康隆の後を引き継いで全日本男子監督に就任、モントリオールオリンピック日本代表チームを率いたが、準決勝でポーランドに敗れてオリンピック連覇を逸した。
その後、1988年のソウルオリンピックでも再び全日本男子を率いた。
ソウルオリンピック終了後には松平康隆日本バレーボール協会会長の下で協会の常務理事、専務理事を務めた。
2012年7月2日、食道癌のため死去。75歳没。